# Кадзіта Мідзука
Мідзука Кадзіта (нар. 15 березня 1988) — японська борчиня вільного стилю, бронзова призерка чемпіонату Азії.

## Життєпис
Боротьбою почала займатися з 1991 року. У 2005 році здобула срібну медаль чемпіонату Азії серед кадетів. У 2007 році стала  чемпіонкою Азії серед юніорів.
Виступала за жіночий спортивний клуб університету Тюкйо. Тренер — Кадзухіто Сакае.

## Спортивні результати на міжнародних змаганнях

### Виступи на Чемпіонатах Азії
| Змагання                       | Збірна | Вагова категорія          | Місце  |
| ------------------------------ | ------ | ------------------------- | ------ |
| Чемпіонат Азії з боротьби 2008 | Японія | жіноча боротьба, до 59 кг | Бронза |

### Виступи на змаганнях молодших вікових груп
| Змагання                                      | Збірна | Вагова категорія          | Місце  |
| --------------------------------------------- | ------ | ------------------------- | ------ |
| Чемпіонат Азії з боротьби серед кадетів 2005  | Японія | жіноча боротьба, до 56 кг | Срібло |
| Чемпіонат світу з боротьби серед юніорів 2006 | Японія | жіноча боротьба, до 59 кг | 5      |
| Чемпіонат Азії з боротьби серед юніорів 2007  | Японія | жіноча боротьба, до 59 кг | Золото |